# Музеј селфија Београд
Музеј селфија Београд је музеј отворен 10. децембра 2019. године на Новом Београду, а данас се налази у Булевару Вудроа Вилсона 12 у насељу Београд на води.

## О музеју
Музеј се налазио Новом Београду у улици Јурија Гагарина 155, у Робној кући Београд код Пирамиде, у Блоку 44. Пресељен је у општину Савски венац, у насеље Београд на води.
Ауторка поставке музеја (у ком је било на отварању 20 инсталација) је Јелена Обреновић Дамњановић. Идеју за формирање оваквог музеја добила је по узору на иностране музеје. Истакла је и да је инспирације за овакав пројекат много јер већ живимо у свету иновација. Оваквих музеја има свега двадесет у свету, а београдски је први у овом делу Европе.
Први селфи музеј настао је на Филипинима, али је тај концепт постао хит тек кад је 2018. године отворен у Њујорку. У београдском Музеју селфија налазе се неке инсталације сличне онима из других светских музеја.
Простор је сачињен од низа соба уређених да буду визуелно привлачне, шарене и добро осветљене. Простор служи и као сет за снимање атрактивних фотографија.
Посетиоци у могу да иду од собе до собе и сликају се међу облацима, у затворској ћелији, са репом сирене, великом базену пуном ружичастих куглица, белој кади са златним лоптицама, соби са шареним сладоледом и тако даље. Све што је посетиоцима музеја селфија потребно јесте  мобилни телефон или фотоапарат, и пуно креативне енергије.
Оно што ову врсту музеја издваја од осталих јесте то што они служе првенствено за забаву и стварање креативних и несвакидашњих фотографија.
Планирано је да музеј буде отворен до 24. фебруара 2020. године када би се селио по другим градовима државе и региона.

## Селфи Музеј Expose
Као издвојена атракција, постоји  и посебан одељак – Селфи Музеј Expose у којем се крије специфичан облик забаве – фантастичне просторије, необичног дизајна и ентеријера које вас маме да у сваком моменту правите оригиналне селфије. Налази се на Теразијама 27, у пролазу Безистан. Овде постоји више од 40 инсталација и сценографија.